# Diócesis de Raphoe
La diócesis de Raphoe (en latín: Dioecesis Rapotensis, en inglés: Roman Catholic Diocese of Raphoe y en irlandés: Deoise Ráth Bhoth) es una circunscripción eclesiástica de la Iglesia católica en la República de Irlanda. Se trata de una diócesis latina, sufragánea de la arquidiócesis de Armagh. Desde el 2 de febrero de 2024 es sede vacante y su administrador diocesano es el presbítero Kevin Gillespie.

## Territorio y organización

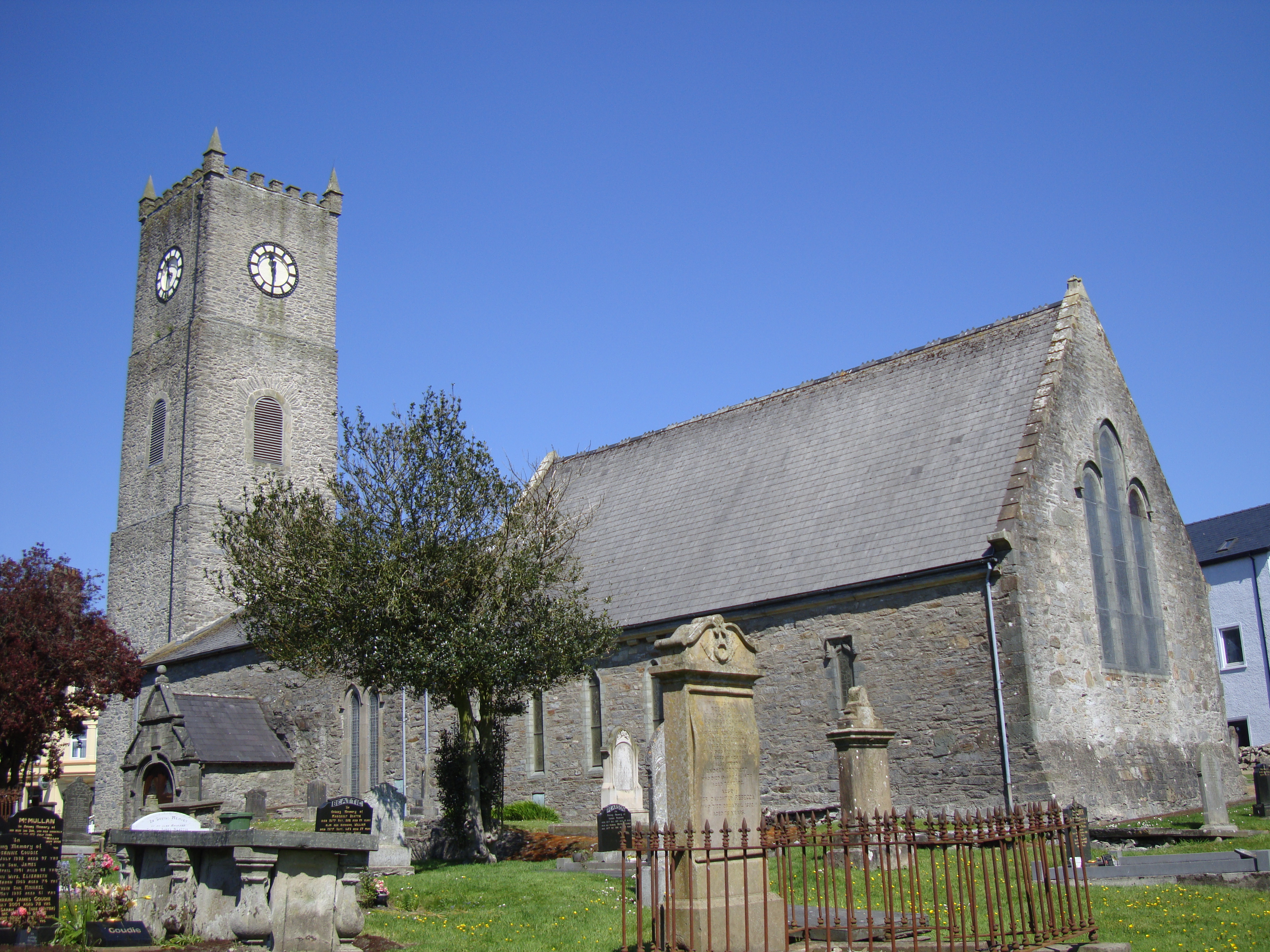
Antigua catedral católica de San Eunano, en Raphoe, hoy perteneciente a la Iglesia de Irlanda

La diócesis tiene 4030 km² y extiende su jurisdicción sobre los fieles católicos de rito latino residentes en la mayor parte del condado de Donegal en la provincia de Úlster, con la excepción de la península de Inishowen, al norte, y la localidad de Bundoran, al sur. 
La sede de la diócesis se encuentra en la ciudad de Letterkenny, en donde se halla la Catedral de los Santos Eunano y Columba. En Raphoe se encuentra la Catedral de San Eunano, que desde 1605 pertenece a la Iglesia de Irlanda.
En 2022 en la diócesis existían 33 parroquias agrupadas en 6 decanatos.

## Historia

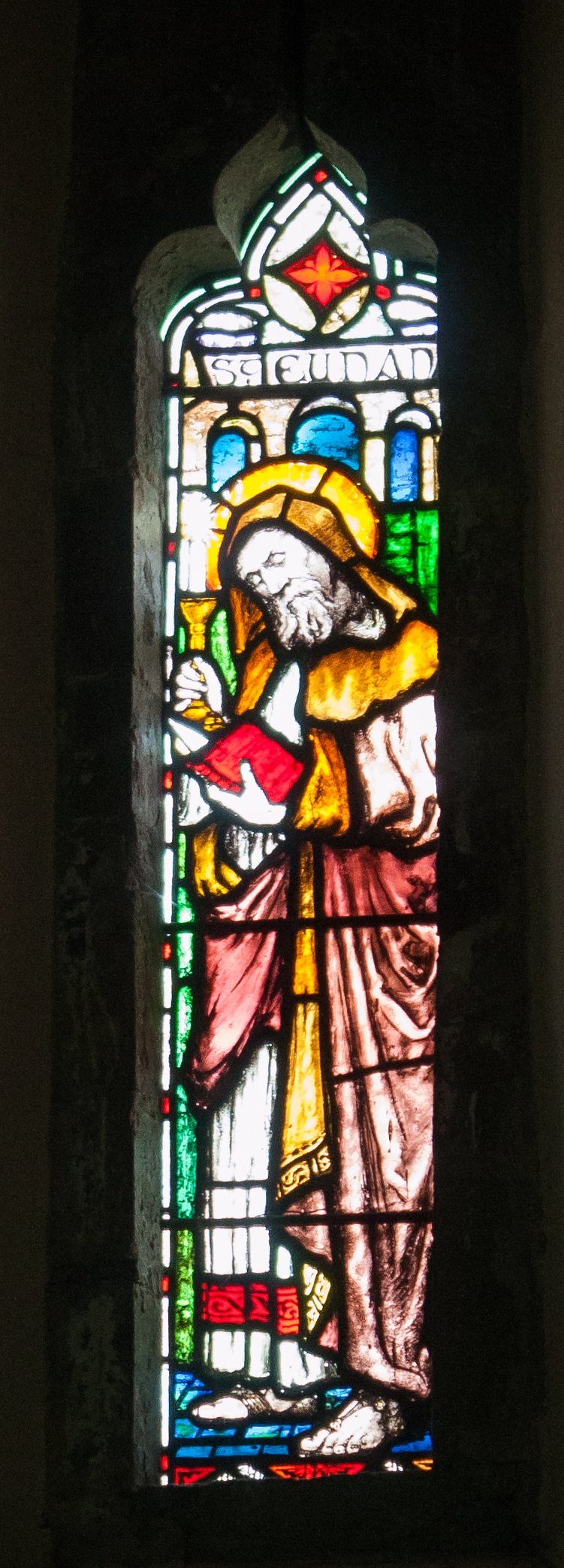
San Adomnán o Eunano, considerado primer obispo de la abadía de Raphoe

El monasterio de Raphoe fue fundado en el siglo VI y restaurado alrededor del año 700 por san Adomnán (o san Eunano), quien tradicionalmente es venerado como el primer obispo de la diócesis.
Raphoe fue originalmente una abadía-obispado que al principio también solía ser llamado Tír Conaill (por la región de Tyrconnell). En aquella época, los obispos de Irlanda carecían de jurisdicción episcopal ordinaria; los obispados eran más bien residencias monásticas.
Raphoe se encuentra entre las diócesis establecidas por el Sínodo de Ráth Breasail en 1111.
En 1266 el obispo Germanus de Derry transfirió por la fuerza la península de Inishowen de la jurisdicción de la diócesis de Raphoe a la diócesis de Derry.
En 1534 el obispo Cornelius O'Kahan aceptó la supremacía real en 1534, pasando a ser un obispo cismático anglicano hasta su fallecimiento después de 1550. Fue sustituído por Edmund O'Gallagher, quien no pudo tomar posesión de la diócesis y falleció el 26 de febrero de 1543. Arthur O'Gallagher, nombrado en 1547, recién pudo tomar posesión en tiempos de la reina católica María I de Inglaterra en 1554, pero su posición fue incierta luego de que en 1558 la reina Isabel I de Inglaterra restableciera el portestantismo.
Con la introducción de la Reforma protestante la diócesis se dividió al ser nombrado Denis Campbell en 1603 como obispo de Derry, Raphoe y Clogher por el rey inglés, iniciando la sucesión de la Iglesia de Irlanda, pero murió antes de la consagración en julio de 1603. El 15 de febrero de 1605 el rey nombró a George Montgomery para las diócesis anglicanas de Derry, Raphoe y Clogher. Desde 1834 las dos primeras se unieron en la actual diócesis de Derry y Raphoe de la Iglesia de Irlanda.
Después de la Reforma protestante del siglo XVI, la diócesis pasó por un largo período de sede vacante, que duró desde 1611 hasta 1725, con solo la interrupción del episcopado problemático de John O'Culenen. Este obispo fue primero arrestado y llevado a Dublín; fue arrestado nuevamente en 1643 y, mientras 72 de sus defensores fueron asesinados, él fue condenado a muerte, pero en el último momento, cuando ya estaba en manos del pelotón de fusilamiento, fue indultado y encarcelado. En 1647 fue liberado con motivo de un canje de prisioneros y en 1653 se ganó el camino al exilio, para morir en Bruselas ocho años después.
Desde la época de la Reforma, ningún obispo católico ha tenido residencia en Raphoe, donde los restos de la antigua catedral forman parte de la actual catedral protestante, mientras que los restos del antiguo monasterio han desaparecido.
En 1901 el papa León XIII restableció el cabildo catedralicio y la nueva catedral en Letterkenny fue solemnemente dedicada a los santos Eunano y Columba.
En 2017 Alexander Aloysius McGuckian fue nombrado obispo, el primer jesuita en asumir el liderazgo de una diócesis irlandesa.

## Estadísticas
Según el Anuario Pontificio 2023 la diócesis tenía a fines de 2022 un total de 82 793 fieles bautizados.
| Año                                                                             | Población            | Población | Población      | Sacerdotes | Sacerdotes    | Sacerdotes    | Bautizados por sacerdote | Diáconos permanentes | Religiosos | Religiosos | Parroquias |
| Año                                                                             | Bautizados católicos | Total     | % de católicos | Total      | Clero secular | Clero regular | Bautizados por sacerdote | Diáconos permanentes | Varones    | Mujeres    | Parroquias |
| ------------------------------------------------------------------------------- | -------------------- | --------- | -------------- | ---------- | ------------- | ------------- | ------------------------ | -------------------- | ---------- | ---------- | ---------- |
| 1950                                                                            | 82 000               | 102 000   | 80.4           | 104        | 94            | 10            | 788                      |                      | 21         | 102        | 27         |
| 1970                                                                            | 61 500               | 71 000    | 86.6           | 90         | 80            | 10            | 683                      |                      | 35         | 121        | 27         |
| 1980                                                                            | 73 337               | 82 934    | 88.4           | 96         | 78            | 18            | 763                      |                      | 27         | 106        | 29         |
| 1990                                                                            | 78 130               | 86 218    | 90.6           | 94         | 82            | 12            | 831                      |                      | 16         | 104        | 31         |
| 1999                                                                            | 80 753               | 88 808    | 90.9           | 104        | 94            | 10            | 776                      |                      | 15         | 75         | 31         |
| 2000                                                                            | 81 500               | 89 000    | 91.6           | 93         | 84            | 9             | 876                      |                      | 14         | 65         | 31         |
| 2001                                                                            | 79 500               | 87 200    | 91.2           | 97         | 88            | 9             | 819                      |                      | 14         | 65         | 33         |
| 2002                                                                            | 79 500               | 87 250    | 91.1           | 96         | 84            | 12            | 828                      |                      | 16         | 57         | 33         |
| 2003                                                                            | 79 600               | 87 300    | 91.2           | 95         | 83            | 12            | 837                      |                      | 15         | 54         | 33         |
| 2004                                                                            | 79 720               | 87 470    | 91.1           | 93         | 83            | 10            | 857                      |                      | 14         | 53         | 33         |
| 2010                                                                            | 81 350               | 90 160    | 90.2           | 74         | 73            | 1             | 1099                     |                      | 6          | 51         | 33         |
| 2014                                                                            | 82 600               | 90 700    | 91.1           | 85         | 83            | 2             | 971                      |                      | 4          | 44         | 33         |
| 2017                                                                            | 82 100               | 90 267    | 91.0           | 77         | 77            |               | 1066                     |                      | 1          | 28         | 33         |
| 2020                                                                            | 82 505               | 91 150    | 90.5           | 76         | 74            | 2             | 1085                     |                      | 4          | 28         | 33         |
| 2022                                                                            | 82 793               | 91 546    | 90.4           | 70         | 69            | 1             | 1182                     |                      | 3          | 19         | 33         |
| Fuente: Catholic-Hierarchy, que a su vez toma los datos del Anuario Pontificio. |                      |           |                |            |               |               |                          |                      |            |            |            |

## Episcopologio
- Mael Brigid MacDornan † (885-886 nombrado arzobispo de Armagh)
- Malduin MacKinfalaid † (?-circa 930 falleció)
- Angus O'Lapain † (?-957 falleció)
- Gilbert O'Caran † (antes de 1160-1175 nombrado arzobispo de Armagh)
- Anónimo † (1175-1198 renunció)
- Maelisa O'Dorrigh † (1198?- después de '1203)
- Patrick O'Scanlan, O.P. † (circa 1253-5 de noviembre de 1261 nombrado arzobispo de Armagh)
- John de Alneto, O.F.M. † (3 de diciembre de 1263-28 de abril de 1265 renunció)
- Carbra O'Scoba, O.P. † (1266-1275 falleció)
- Florence O'Ferrall † (1275-1299 falleció)
- Thomas O'Nathain † (1299-1306 falleció)
- Henry MacCrossan † (1306-1319 falleció)
- Thomas O'Donnell † (1319-1337 falleció)
- Patrick MacGonnail † (después de 1360-circa 1366 renunció)
- Cornelius I † (23 de diciembre de 1367-? renunció)
- John MacIrreninan † (22 de febrero de 1397-?)
- Cornelius MacCormaic † (octubre de 1397-1399 falleció)
- John MacCormaic † (8 de diciembre de 1400-1419 falleció)
- Lawrence O'Galchor I † (28 de febrero de 1420-1438 falleció)
- Cornelius III † (6 de julio de 1440-? falleció)
- Lawrence O'Galchor II † (18 de junio de 1442-después de '1469 falleció)
- John Roger † (12 de noviembre de 1479-?)
- Menelaus MacCarmacan † (julio de 1484-9 de mayo de 1513 falleció)
- Cornelius O'Kahan † (6 de febrero de 1514-1534 aceptó la supremacía real pasando a ser cismático anglicano)
  - Cornelius O'Kahan † (1534-después de 1550 falleció) (obispo cismático anglicano)
  - Edmund O'Gallagher † (11 de mayo de 1534-26 de febrero de 1543 falleció) (no pudo tomar posesión de la diócesis)
- Arthur O'Gallagher † (28 de noviembre de 1547-13 de agosto de 1561 falleció) (pudo tomar posesión en tiempos de la reina María I de Inglaterra en 1554)
- Donald McGonagle (MacGongail) † (28 de enero de 1562-1589 falleció)
- Niall O'Boyle † (9 de agosto de 1591-6 de febrero de 1611 falleció)
  - Sede vacante (1611-1625)
- John O'Cullenain † (9 de junio de 1625-24 de marzo de 1661 falleció)
  - Sede vacante (1661-1725)
- James O'Gallagher † (21 de julio de 1725-18 de mayo de 1737 nombrado obispo de Kildare y Leighlin)
- Bonaventure O'Gallagher, O.F.M. † (10 de diciembre de 1737-1749 falleció)
- Anthony O'Donnell, O.F.M. † (19 de enero de 1750-20 de abril de 1755 falleció)
- Nathan O'Donnell † (18 de julio de 1755-1758 falleció)
- Philip O'Reilly † (9 de enero de 1759-1782 falleció)
- Anthony Coyle † (1782 por sucesión-21 de enero de 1801 falleció)
- Peter McLaughlin † (14 de marzo de 1802-29 de julio de 1819 renunció)
- Patrick McGettigan † (25 de junio de 1820-1 de mayo de 1861 falleció)
- Daniel McGettigan † (1 de mayo de 1861 por sucesión-6 de marzo de 1870 nombrado arzobispo de Armagh)
- James McDevitt † (24 de febrero de 1871-5 de enero de 1879 falleció)
- Michael Logue † (13 de mayo de 1879-19 de abril de 1887 nombrado arzobispo de Armagh)
- Patrick Joseph O'Donnell † (26 de febrero de 1888-14 de enero de 1922 nombrado arzobispo de Armagh)
- William MacNeely † (21 de abril de 1923-11 de diciembre de 1963 falleció)
- Anthony Columba McFeely † (14 de mayo de 1965-16 de febrero de 1982 renunció)
- Séamus Hegarty † (12 de febrero de 1982-1 de octubre de 1994 nombrado obispo de Derry)
- Philip Boyce, O.C.D. (29 de junio de 1995-9 de junio de 2017 retirado)
- Alexander Aloysius (Alan) McGuckian, S.I. (9 de junio de 2017-2 de febrero de 2024 nombrado obispo de Down y Connor)
  - p. Kevin Gillespie, desde el 20 de marzo de 2024 (administrador diocesano)